# Casa de cambio

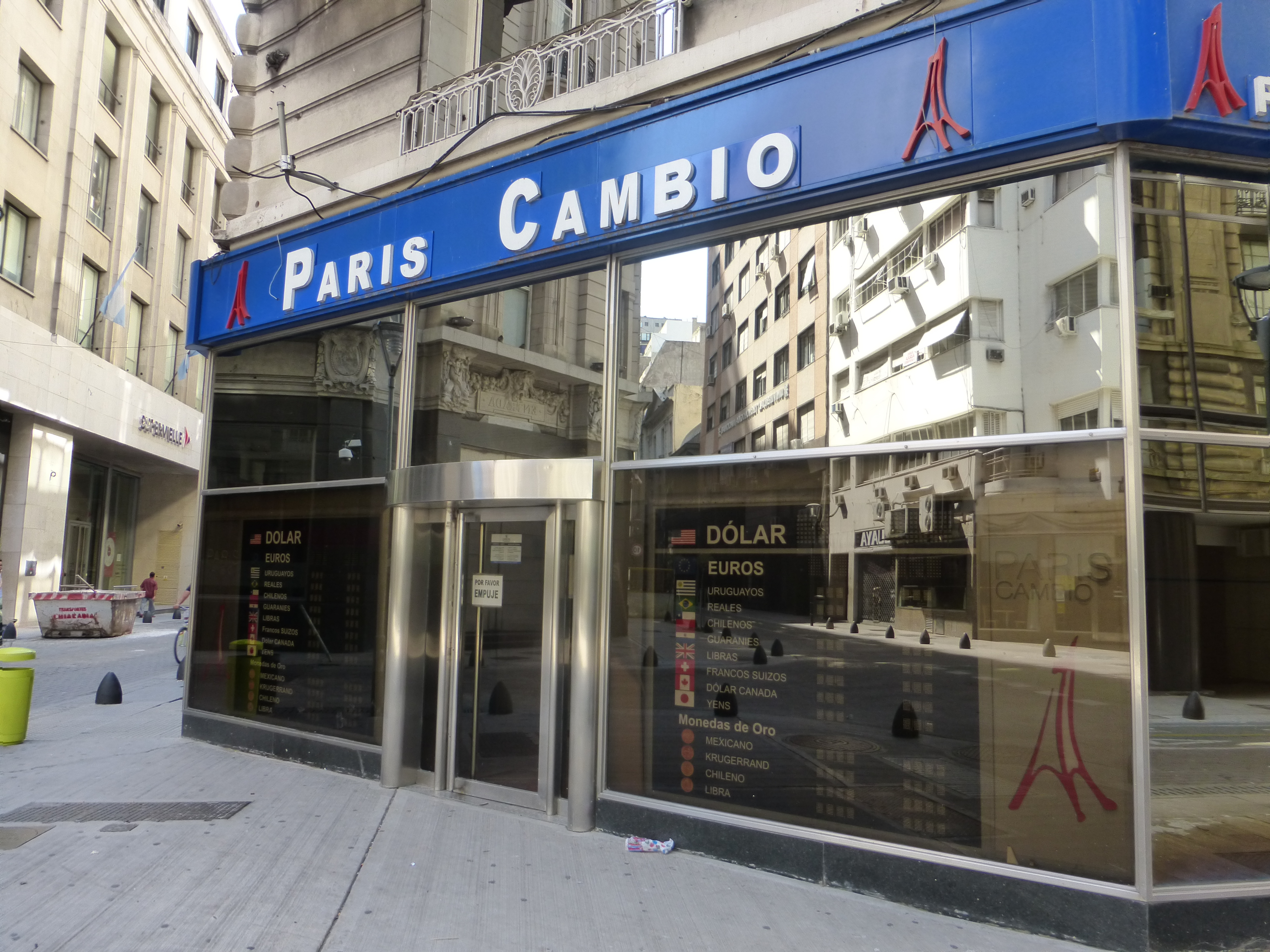
Casa de cambio en Buenos Aires.

Una casa de cambio es una organización o centro que permite a los clientes cambiar una divisa por otra. El término en francés bureau de change es ampliamente usado en Europa. También se anuncian con el término en inglés exchange. De esta manera, los visitantes pueden identificar fácilmente este servicio. 
Las casas de cambio son instituciones financieras dedicadas a la compraventa de divisas de diferentes países y que pueden o no estar vinculadas a los grupos financieros. En México, estas instituciones son reguladas y supervisadas por la CNBV.

## Uso
Las casas de cambio están usualmente ubicadas dentro de bancos o agencias de viajes, como así también en aeropuertos internacionales, estaciones de trenes, etc. Hacen ganancia y compiten manipulando dos variables: la tasa de cambio o cotización que usan para calcular transacciones, y una comisión explícita por su servicio.
Existen diferentes casas de cambio o empresas que se dedican al cambio de divisas, tal es el caso de México en donde se podrán encontrar los denominados centros de cambio que son empresas comerciales que tienen como objetivo principal atender al transeúnte común y las casas de cambio que en ese país se trata de Instituciones financieras que son reguladas por las mismas entidades del gobierno federal que regulan a los bancos y casas de bolsa.
La casa de cambio al público está generalmente relacionada con los valores para los bancos, ajustada para tener ganancia. Una casa de cambio muestra habitualmente un tablero con el "valor para la compra" y "valor para la venta" para cada moneda con la que trabaja. Esto indica que "venden" una moneda (por ejemplo, en Reino Unido una casa de cambio convirtiendo libras en euros) a un valor menor del que la "compran" (por ejemplo, convirtiendo los euros nuevamente a libras).
Por ejemplo, si la cotización para un día particular fuera de 1.50 euros por libra, haciendo £100 valer €150, una casa de cambio podría "vender" euros a un valor de 1.40 (de forma que de £100 el cliente obtenga solo €140) y "comprar" a 1.60 (de forma de que el cliente pague €160 para recibir £100), la diferencia es la ganancia para la casa de cambio. Su ganancia sería de €160 – €140 = €20, o un 13.33 %.
La comisión se cobra generalmente como un porcentaje del monto a cambiar, sujeto a un cargo mínimo por transacciones de bajo monto. Algunas casas de cambio se publicitan como carentes de comisión, pero la compensan con las cotizaciones que ofrecen. Las casas de cambio a veces compran o venden monedas de divisas extranjeras con un margen de ganancia mayor, debido al costo de almacenamiento y envío comparado con los billetes.

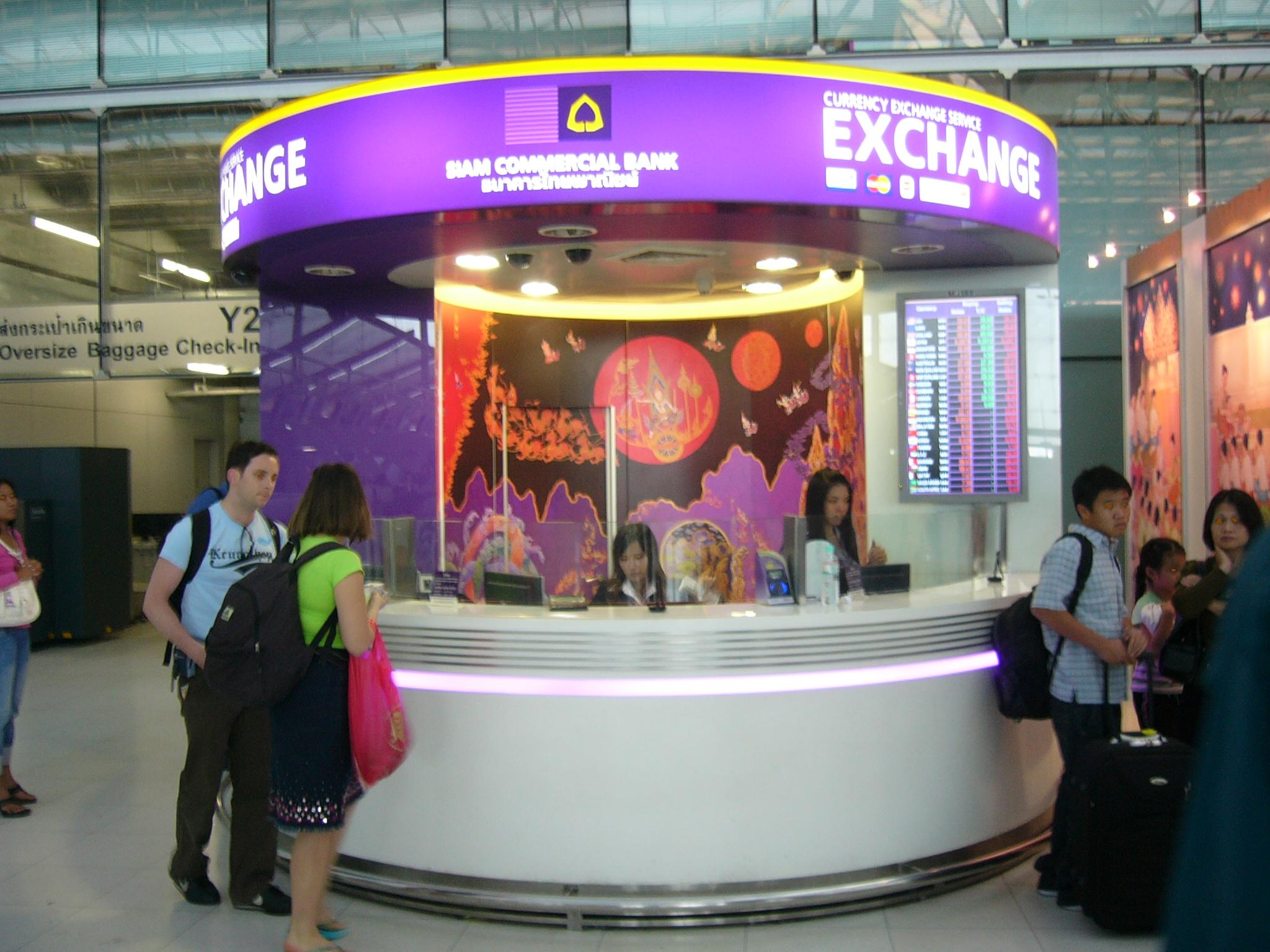
Una casa de cambio en un aeropuerto.

Muchas veces cambiar dinero en una casa de cambio antes de viajar es más caro que extraerlo usando un cajero automático (a través una red internacional) o pagando directamente con tarjeta de crédito o débito. Sin embargo, esto varía dependiendo del banco emisor y del tipo de cuenta usado.
En 2002, muchas casas de cambio informaron reducciones sustanciales en sus ganancias debido al reemplazo de muchas divisas europeas por el euro.

## Divisas
El término divisas comprende: billetes y monedas metálicas extranjeros, depósitos bancarios, títulos de crédito y toda clase de documentos de crédito, sobre el exterior y denominados en moneda extranjera, así como, en general, los medios internacionales de pago.
Las divisas susceptibles de formar parte de la reserva son únicamente:
I. Los billetes y monedas metálicas extranjeros
II. Los depósitos, títulos, valores y demás obligaciones pagaderos fuera del territorio nacional, considerados de primer orden en los mercados internacionales, denominados en moneda extranjera y a cargo de gobiernos de países distintos, de organismos financieros internacionales o de entidades del exterior, siempre que sean exigibles a plazo no mayor de seis meses o de amplia liquidez
III. Los créditos a cargo de bancos centrales, exigibles a plazo no mayor de seis meses, cuyo servicio esté al corriente
IV. Los derechos especiales de giro del Fondo Monetario Internacional